# Стивен Томсон
Стивен Рендал Томсон (Симпсонвил, 11. фебруар 1983) амерички је професионални MMA борац, који се тренутно бори у велтер категорији у Ultimate Fighting Championship-у. Некадашњи је кик-боксер, непоражен у 37 аматерских и 58 професионалних мечева. Томсон се сматра једним од најуспешнијих нападача у историји UFC-а. Тренирао је с бившим борцем у велтер категорији Џорџом Сен-Пјером, а тренутно тренира са зетом, бившим UFC шампионом у средњој категорији Крисом Вајдманом. Закључно са 17. мартом 2020. године, заузима 5. место UFC-ове ранг-листе полусредње категорије.

## Позадина
Томсон је рођен 11. фебруара 1983. у Симпсонвилу, у Јужној Каролини. Почео је да тренира када је имао 3 године, под вођством свог оца Реја Томпсона, који је био професионални кик-боксер и власник школе каратеа у Јужној Каролини. У кик-боксу и каратеу почео је да се такмичи са 15 година.

## Каријера у борилачким вештинама

### Кик-бокс
Томсон је главни тренер дечијег карате програма у Апстејт Каратеу у Симпсонвилу. Најстарији је син Реја Томсона, који му је тренер и менаџер. Томсон је завршио средњу школу 2001. године. Још као дете је почео да тренира борилачке вештине и власник је црног појаса у Тетсушин-рју Кемпу, америчком кик-боксу и џијуџицу. Студира бразилски џијуџицу под Карлосом Мачадом, који је уједно и његов зет.
Тхомпсон је 2006. године био рангиран као борац број 1 у Светској борбеној лиги Чак Нориса .

### Ultimate Fighting Championship

#### 2012.
Очекивало се да ће се Томсон суочити са  Џастином Едвардсом 4. фебруара 2012, на UFC-у 143, где је требало да замени повређеног Мајка Штрумфа. Међутим Едвардс је био приморан да одступи због повреде и заменио га је Ден Ститен. Томсон је победио борбу путем нокаута у првој рунди. За свој наступ Томсону је додељено признање Нокаоута вечери .
Томсон је изгубио од Мет Брауна 21. априла 2012, на UFC 145, једногласном судијском одлуком (30–27, 29–27 и 30–27).
Очекивало се да ће се Тхомпсон суочити са Бесамом Јусефом 17. новембра 2012. године на UFC 154 . Међутим Томсон је био приморан да одступи од борбе због повреде колена и заменио га је Метју Ридл.

#### 2013.
Очекивало се да ће се Томсон суочити са Амиром Садолахом 25. маја 2013. на UFC-у 160 . Међутим, Садолах се одустао од борбе због повреде током тренинга и заменио га је На-Шон Бурел . Томсон је победио једногласном судијском одлуком (29–28, 30–27 и 29–28).
Томсонов следећи противник био је Крис Клеменс 21. септембра 2013. на UFC-у 165 . Томсон је ову борбу победио нокаутом у другој рунди.

#### 2014.
Томсон се суочио са Робертом Витакером 22. фебруара 2014. на UFC-у 170 . Победу је постигао техничким нокаутом у првој рунди. Победом је стекао и своју прву награду Перформанса Вечери .
Томсонн се даље суочио са Патриком Котеом 27. септембра 2014, на UFC 178 . Томсон је победио једногласном судијском одлуком (29–28, 29–28 и 30–27).

#### 2015.
Очекивало се да ће Томсон борити против Брендона Тача 14. фебруара 2015. у UFC Фајт Најту 60 . Међутим, Томсон се повукао из борбе 30. јануара наводећи повреду ребра и заменио га је бивши UFC првак у лакој категорији Бенсон Хендерсон .
Тхомпсон се суочио са Џејком Еленбергером 12. јула 2015, у финалу Ултимејт Фајтера 21 . Победио је у борби нокаутом у првој рунди и зарадио свих други бонус Перформанса Вечери .

#### 2016.
Очекивало се да ће се Тхомпсон суочити са Нил Магнијем 2. јануара 2016. на UFC-у 195 . Међутим, Магни је означен као замена за повређеног Мет Брауна и уместо тога се суочио са Келвином Гастелумом 21. новембра 2015. Заузврат, Томсон је уклоњен са листе борби да би касније била заказана борба са бившим шампионом Џонијем Хендриксом 6. фебруара 2016, у UFC Фајт Најту 82 . Победио је у првој рунди путем техничког нокаута. Победа је Томсону донела и његову трећу награду Перформанса Вечери .
Томсонова следећа борба била је против Рорија Макдоналда 18. јуна 2016. на UFC Фајт Најту 89 . Победу је добио једногласном судијском одлуком (50–45, 50–45 и 48–47).
Томсон се борио за титулу шампиона полусредње категорије на UFC-у 205, где се суочио са владајућим шампионом Тајроном Вудлијем . Борба се завршила нерешено, при чему су две судије судиле борбу резултатом 47–47, а трећи 48–47 у корист Вудлија. Приликом прогчашавања победника дошло је до грешке будући да је резултат првобитно најављен као победа за Вудлија, ова грешка је исправљена неколико тренутака касније и меч је проглашен нерешеним. Председник UFC-а Дејна Вајт изјавио је да ће се заказати реванш ове борбе.

#### 2017.
Реванш са Вудлијем догодио се 4. марта 2017, као главни догађај на UFC 209 . Томсон је изгубио борбу једногласном судијском одлуком (48–47, 47–47 и 48–47).
Томсон се суочио с Хорхеом Масвидалом 4. новембра 2017. на UFC-у 217 . Победио је у једностраној борби једногласном судијском одлуком (30–26, 30–27 и 30–27).

#### 2018.
Томсон се суочио са Дереном Тилом 27. маја 2018. године у UFC Фајт Најту 130 . На званичном мерењу Тил је тежио 79 килограма, 1,6 килограма преко границе полусредње тежине. Након преговора са Томсоновим тимом, меч је одржан са одредбом да Тил на дан борбе не може тежити више од 85 килограма. Такође, Тил је Томсону предао 30 посто своје зараде. Томсон је изгубио борбу једногласном судијском одлуком (48–47, 49–46 и 49–46).

#### 2019.
Томсон се суочио са бившим UFC шампионом лаке категорије Антонијем Петисом у главном догађају UFC-а на ЕСПН+ 6 23. марта 2019. Изгубио је борбу нокаутом у другој рунди, што је означило први пут да је икада нокаутиран у MMA или кик-бокс такмичењу.
Томсон се суочио с Вицентеом Лукеом 2. новембра 2019. на UFC 244 . Победу је добио једногласном судијском одлуком. Ова борба му је зарадила награду  Борбе вечери .

## Титуле и достигнућа
| MMA резултати    | MMA резултати | MMA резултати |
| 20 борби         | 15 победа     | 4 пораза      |
| ---------------- | ------------- | ------------- |
| Нокаутом         | 7             | 1             |
| Субмисијом       | 1             | 0             |
| Судијком одлуком | 7             | 3             |
| Нерешено         | 1             | 1             |

### Кик-бокс
- 1999 Државни првак у средњој категорији за аматере Групе ИСКА
- 2000. ИСКА шампион у аматерима југоисточне Европе
- 2000 ИКФ првак аматера у средњој категорији
- 2000 ИКФ Државни првак у аматерском турниру у средњој категорији
- 2000 ПКЦ Државни првак у лакој категорији
- 2001. ИКФ државни аматерски турнир у тешкој категорији
- 2002 ИКФ Државни првак у лакој категорији
- 2002 ИКФ, првак северноамеричких аматера у лакој категорији
- 2001. ПКЦ државни првак у лакој категорији у лакој категорији
- 2001 УСАКБФ шампион у лакој категорији
- 2001. ВПКА аматер света у тешкој категорији
- 2003. ИКФ аматер светског шампиона у полусредњој
- 2003. ИАКСА првак света
- 2005 ВАКО првак у крузер тежини